# Спруд
Спруд је подводно издужење на дну речног, језерског или морског басена. Настаје таложењем материјала минералног или органског порекла. Спрудови се најчешће јављају на местима где се брзина речног тока, или снага таласа у језерима и морима, из било ког разлога смањује, па долази до акумулације. 
Нагомилавање коралских скелета у тропским пределима доводи до формирања спрудова од коралног кречњака.